# Thalia pavonii
Thalia pavonii är en strimbladsväxtart som beskrevs av Friedrich August Körnicke. Thalia pavonii ingår i släktet Thalia och familjen strimbladsväxter. IUCN kategoriserar arten globalt som sårbar. Inga underarter finns listade.